# 周康陵
周康陵（1935-）是中华人民共和国的一名作家和梅山文化研究专家。
1935年生于国民党一个上校军官家庭。1954年毕业于华东师范大学，1955年十月留在该校任讲师,1957年受迫害遭降职，其后又被送入监狱，其后被下放至农村,至1977年重获自由。

## 作品
中篇小说《大道如青天》，长篇小说《高中时光》，剧本《梅山为证》和《蚩尤梅山峒》。